# Дзандонаи, Риккардо
Риккардо Дзандонаи (итал. Riccardo Zandonai; 28 мая 1883 — 5 июня 1944) — итальянский композитор.

## Биография
Дзандонаи родился в селении Борго-Сакко близ Роверето, в той части Италии, которая до Первой мировой войны принадлежала Австро-Венгрии. В 1899 году он поступил в Музыкальный лицей Пезаро и прошёл полный курс в течение трёх лет, под руководством прежде всего директора лицея Пьетро Масканьи. При выпуске из лицея в 1902 году Дзандонаи представил музыку своей первой оперы — «Возвращение Одиссея» (итал. Il ritorno di Odisseo), основанной на поэме Джованни Пасколи.
Основу творчества Дзандонаи составили его оперы, из которых наибольшую славу ему принесли две. «Кончита» (1911, по мотивам романа Пьера Луиса «Женщина и паяц») была поставлена в Милане и на следующий год обошла множество сцен, как в Европе, так и в США; первая исполнительница заглавной партии, Тарквиния Тарквини, впоследствии стала женой композитора. «Франческа да Римини» (итал. Francesca da Rimini, 1914, на основе поэмы Габриэле д’Аннунцио) увидела свет в Театро Реджио в Турине и до сих пор остаётся в мировом оперном репертуаре. Помимо ряда опер, Дзандонаи написал некоторое количество церковной музыки, а также Романтический концерт для скрипки с оркестром, впервые исполненный в 1921 году Реми Принчипе.
В 1939 году Дзандонаи возглавил Музыкальный лицей в Пезаро, преобразованный в консерваторию и перешедший под государственное управление. В годы работы в Пезаро он много занимался возрождением творческого наследия Джоаккино Россини, чьё имя носит консерватория (в частности, переоркестровав оперу «Сорока-воровка»).